# Radikale Mitte
Die Radikale Mitte, ursprünglich unter dem Namen „Deutsche Gegenbewegung“ geplant, war ein eingetragener „Verein wider den tierischen Ernst der Zeit“. Ihrer Selbstbezeichnung nach eine deutsche Nachkriegspartei, wurde die „Parodie-Partei“ am 14. März 1950 von Werner Finck begründet. Zu den Mitbegründern zählte auch Thaddäus Troll.
Die Bewegung erregte großes Aufsehen; ihr schlossen sich u. a. Theodor Heuss und Carlo Schmid an.

## Geschichte
Die Gründung der Quasi-Partei richtete sich gegen extrem linke und extrem rechte Positionen, nicht aber gegen Radikalität im Allgemeinen. Auch wollte man nach eigenem Bekunden gegen den von Konrad Adenauer heraufbeschworenen „Ernst der Zeit“ der deutschen Nachkriegspolitik antreten und das vergiftete politische Klima in Berlin verbessern. Heinz Greul bezeichnete die Radikale Mitte im Rückblick später als den „pädagogischen Versuch, Humor – als Diskussions- und Toleranzbereitschaft – im politischen Leben“ der noch jungen Bundesrepublik Deutschland zu etablieren. Gründungsort war die Berliner Taberna academica. Von der Gründungsveranstaltung wird berichtet, dass sie häufiger ins Kabarettistische umschlug. Finck äußerte einmal, im Gegensatz zu manchen anderen Politikern hätte man bei ihm wenigstens bereits nach wenigen Minuten gemerkt, dass er Unsinn redete. Weitere lokale Gründungen sollten z. B. in Kiel folgen. Rudolf Pechel sprach „von einem Sturm begeisterter Zustimmung aus allen Kreisen und vor allem auch von der deutschen Jugend“, der sich nach der Gründung der sogenannten Partei erhob. Bei Eintritt erklärten die Mitglieder gleichzeitig im Voraus ihren Austritt, falls Mitglieder im weiteren Verlauf der Geschichte von einem Regime einmal politisch verfolgt werden sollten. Selbst prominente Politiker wie Carlo Schmid (SPD) und Theodor Heuss (FDP) schlossen sich der Vereinigung an. 1951 wurde der Parteisitz von Berlin nach Frankfurt am Main verlegt.

## Positionen
Eines der ersten ernsthaften Probleme und Zeitfragen, für die sich die Radikale Mitte einsetzte, war die Saarfrage. Bei einer Großveranstaltung zu diesem Thema rollte man ein Transparent aus, auf dem „Wir sind für die Saarfrage“ stand, und warb um Mitglieder. Weitere bekannte Parolen der Radikalen Mitte waren etwa „Gegen Kompromisslosigkeit“ oder „Für Aufrüstung der Toleranz“.

## Ehrenzeichen und Parteifahne

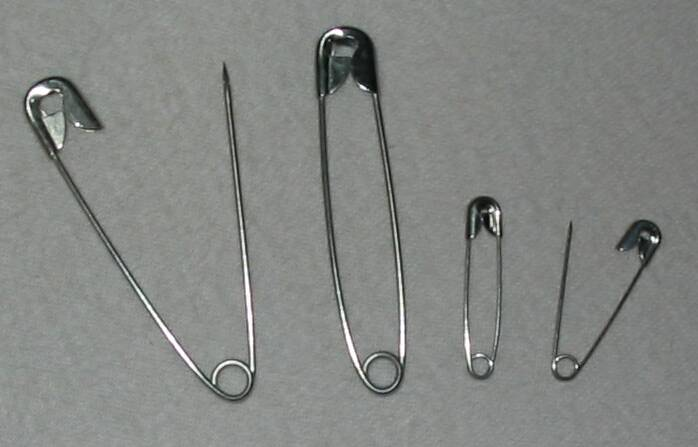
Parteiabzeichen

Das Parteizeichen der Radikalen Mitte war eine Sicherheitsnadel. Die Parteifahne war ein weißes Tischtuch.